# Burla

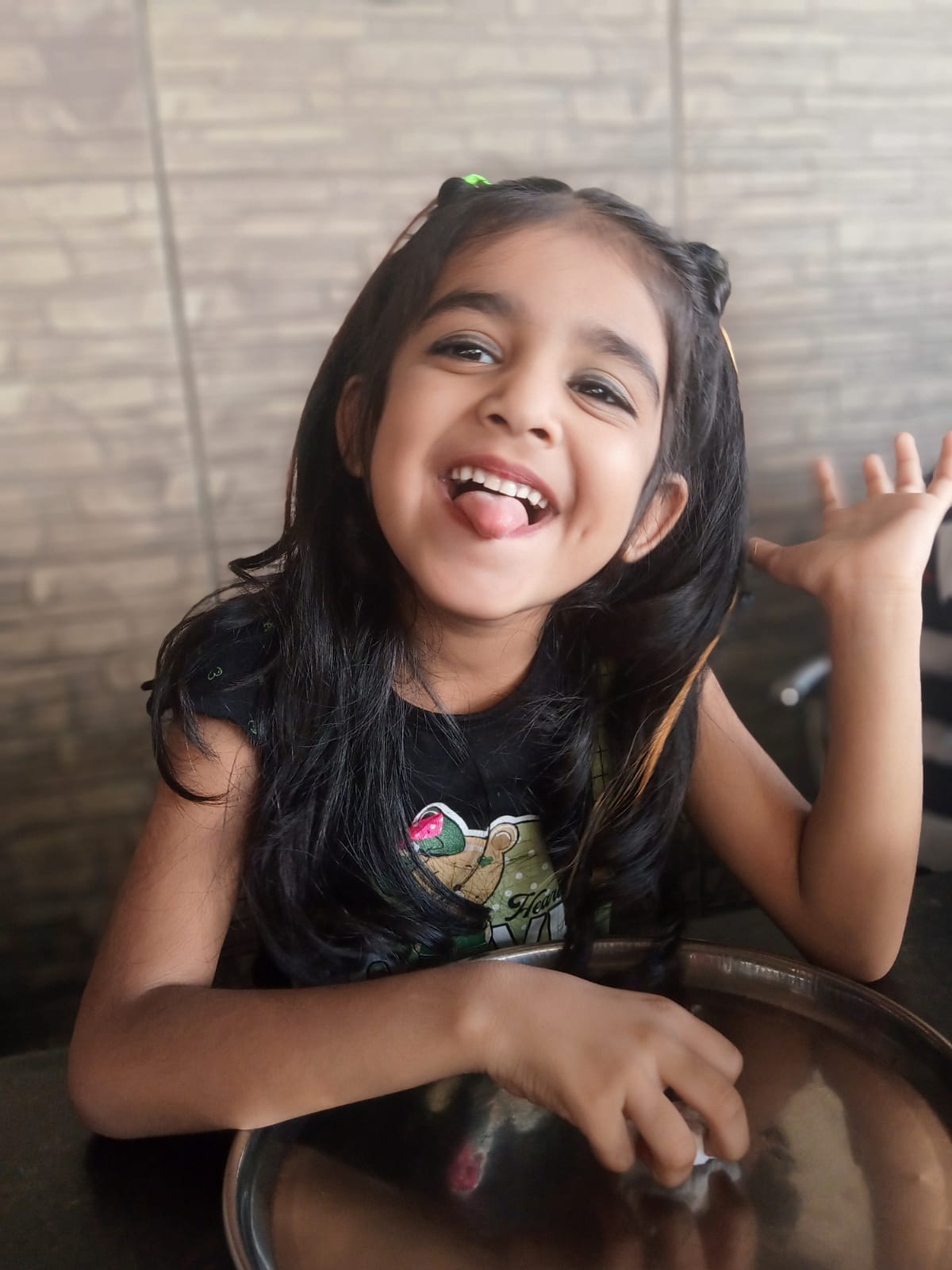
Una niña sacando la lengua, con la intención de burla.

Una burla, como, chasco o mofa en el Diccionario de la RAE, se refiere a aquella «Acción, ademán o palabras con que se procura poner en ridículo a alguien o algo.». Es un concepto ambiguo, abierto a multitud de interpretaciones. En la interacción humana se presenta de dos formas: como algo divertido o como dañino. Cuando las burlas se realizan en un contexto de juego, y cuando este es recíproco, las burlas pueden ser consideradas como una forma de coquetear. Este es el sentido de la frase «reírse con los demás, y no de los demás». En cambio, la burla también puede ser empleada contra la persona que es objeto de ridiculización, en asuntos  como apariencia, peso, comportamiento, habilidades, manera de vestir e inteligencia. Desde el punto de vista de la víctima de la broma, esta forma de mofa es, mayormente, hiriente, irrespetuosa, y desconsiderada. Cuando la broma no es bien aceptada por parte de quien la recibe, o cuando interpreta que está siendo víctima de un ataque personal, la broma se puede considerar como hostigamiento o acoso laboral (especialmente en el lugar de trabajo), o como acoso escolar o abuso emocional. Si se realiza en público, se considera humillación. Además de las formas de burla o humillación señaladas atrás, también existe aquella burla a la condición física de las personas, ya sea por una enfermedad o alguna discapacidad que limite, en algunos sentidos, el desarrollo libre de la persona.